# USS Wasp (LHD-1)
Pour les autres navires du même nom, voir USS Wasp.
Le USS Wasp (LHD-1) est un navire d'assaut amphibie à fonction multiple de l'US Navy. Le principal rôle de ce navire est d'appuyer une force de débarquement de Marines. Il est le dixième navire à porter ce nom dans cette marine en plus d'être le premier de la classe Wasp. Ce navire fut construit par le chantier naval Ingalls de Pascagoula, dans le  Mississippi.

## Spécifications
Pour mener à bien sa mission, l'USS Wasp dispose d'un système de soutien d'assaut qui synchronise le flux horizontal et vertical simultané des troupes, de marchandises et de véhicules à travers le navire. Deux ascenseurs pour avions desservent le hangar et le poste de pilotage. Six ascenseurs de fret, chacun de 4 mètres sur 8, sont utilisés pour transporter le matériel et les fournitures des cales à cargaison de 3000 mètres cubes dans tout le navire jusqu'aux zones de rassemblement sur le pont d'envol, hangar bay et zone de stockage des véhicules. La cargaison est transférée vers des péniches de débarquement en attente amarrées dans le pont du puits de 12 000 pieds carrés (1 100 m 2) et de 81 mètres de long (266 pieds). Les hélicoptères dans le hangar ou sur le pont d'envol sont chargés par chariot élévateur.

### Établissements médicaux
Le Wasp possède des installations pour les soins médicaux et dentaires capables de fournir une assistance médicale pour 600 victimes militaires ou civiles qu'ils soient engagés au combat
ou amenés à bord du navire lors de
missions humanitaires. Les principales installations médicales incluent quatre salles d'opérations et deux d'urgence, quatre salles pour les soins dentaires, des salles pour les rayons-X, une banque du sang, des laboratoires et un quartier pour les patients.

### Hébergement
Pour le confort des 1 075 membres de l'équipage et des 2 200 troupes embarquées, toutes les zones habitées et les salles des dortoirs sont chauffées et climatisées individuellement. Les dortoirs sont subdivisés pour donner des espaces semi-privés sans pour autant diminuer l'efficacité. Parmi les divertissements disponibles à bord, il y a une bibliothèque multimédia à la pointe de la technologie possédant une connexion internet, une salle de musculation, des arcades et des télévisions avec des connexions satellites.

### Propulsion
Les deux moteurs à vapeur produisent un total de 400 tonnes de vapeur par heure et le système de propulsion développe plus de 52 MW ce qui permet au Wasp de se déplacer à 22 nœuds (41 km/h). Le Wasp a été construit à l'aide de plus de 21 000 tonnes d'acier, de 400 tonnes d'aluminium, de 600 km câbles électriques et électroniques, de 130 km de tuyauteries et de tubes de différentes tailles et de 16 km de conduits de ventilation.

## Historique
En février 1993, le USS Wasp quitta son port d'attache pour un déploiement d'urgence vers la Somalie afin de participer l'opération Restore Hope des Nations unies. Après ce déploiement, il fit des arrêts à Toulon (France) et à Rota (Espagne), alors qu'il se dirigeait vers son port d'attache. En 1998, il reçut la Marjorie Sterrett Battleship Fund Award pour la flotte de l'Atlantique. Le 7 juillet 2007, le vice-président américain Dick Cheney a visité le USS Wasp pour y donner un discours honorant les efforts du Expeditionary Strike Group du USS Nassau dans la participation de l'opération liberté irakienne. La même année, il fut la principale attraction à New York durant la Fleet Week 2007. En septembre 2007, le USS Wasp prit le cap du Nicaragua pour offrir de l'aide aux victimes de l'ouragan Felix. En octobre 2007, il fut le premier navire à déployer dix V22 Osprey appartenant à l'escadron du VMM-263 des Marines américains.
À partir du mois de mai 2015, le Lockheed Martin F-35 Lightning II était en phase d'essais sur l'USS Wasp.
À partir du 1er aout 2016, l'escadron VMM-264 (en) embarqué à bord participe à la bataille de Syrte durant la Deuxième guerre civile libyenne. Le navire emporte à cette date le groupe aérien suivant :
- 11 MV-22B Osprey
- 6 AV-8B+ Harrier II
- 3 AH-1W Cobra
- 3 CH-53E Super Stallion
- 1 UH-1Y Venom

Le 5 mars 2018, il est employé pour le premier déploiement opérationnel du F-35B en mer avec l'arrivée du 121th Fighter Attack Squadron à son bord.